# Linas Slušnys
Linas Slušnys (* 17. März 1968 in Vilkaviškis) ist ein litauischer Arzt für Kinder- und Jugendpsychiatrie, Psychiater und Politiker. Von 2020 bis 2024 war er Mitglied des Seimas.

## Leben
Nach dem Abitur von 1975 bis 1986 an der  1. Sekundarschule Alytus absolvierte Slušnys den Pflichtdienst bis 1988 in der Sowjetarmee und von 1989 bis 1996 das Medizinstudium sowie ab 1996 die Facharzt-Weiterbildung (Kinder- und Jugendpsychiatrie) an der Universität Vilnius und 2008 das Masterstudium an der ISM University of Management and Economics in der litauischen Hauptstadt Vilnius. 
Von 1999 bis 2005 leitete er das Zentrum für Entwicklung der Kinder des Republikuniversitätskrankenhauses Vilnius in Žvėrynas. Von 2008 bis 2020 arbeitete er als Psychiater am Psychotherapeutisch-psychoanalytischen Zentrum Vilnius. Von November 2020 bis November 2024 war er parteiloses Mitglied im 13. Seimas.
Slušnys ist geschieden und hat sechs Kinder (drei Söhne und drei Töchter).